# Hotel Kazajistán

Hotel Kazajistán (kazajo: Қазақстан Қонақ Үйі) es el mayor edificio en la ciudad de Almaty, Kazajistán. Tiene 129,8 metros de altura. Se encuentra situado en el sur del centro de Almaty y puede verse desde casi cualquier lugar en un día claro. Se encuentra en la avenida Dostyk, una de las principales carreteras en el este de la ciudad que se extiende desde Medeo hasta el parque Panfilov, en la parte norte de la ciudad.
Uno de los lados del hotel se enfrenta a la montaña y la otra se enfrenta a la ciudad, aunque de cualquier manera se puede ver las montañas en un día claro de casi cualquier vista del hotel. En su parte trasera es posible ver el Kok Ser (Cerro Azul).
El edificio fue construido en 1970. Se trata de un monumento en todo Almaty, y sirve como un símbolo de la ciudad. También es el segundo edificio más alto de todos después del Bayterek,Torre de Astaná.

## Habitaciones

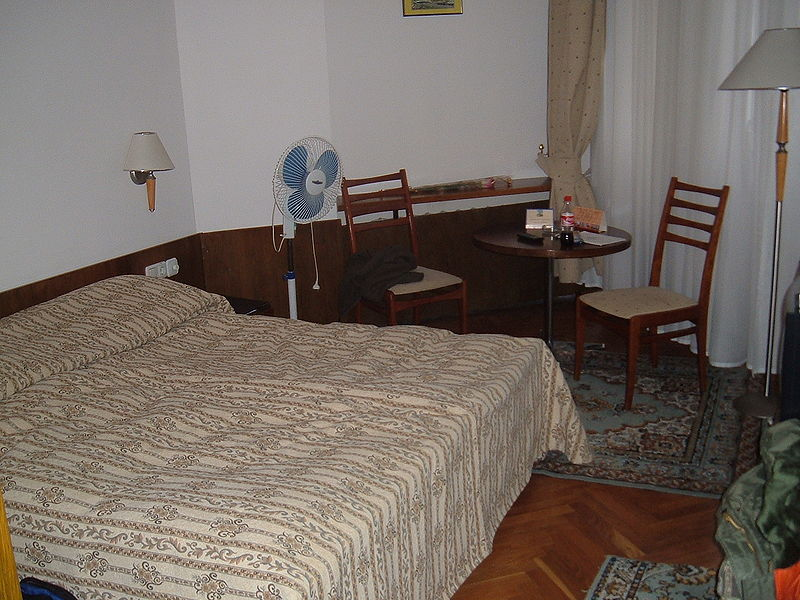
Una habitación estándar en el Hotel Kazajistán.

Las habitaciones son al estilo soviético turístico. Lo que significa que son muy básicas y estándar. Las habitaciones cuestan cerca de $ 125.00 USD por noche, más el IVA. Cada habitación viene con una TV, balcón, baño y más de una ducha.

## Servicios

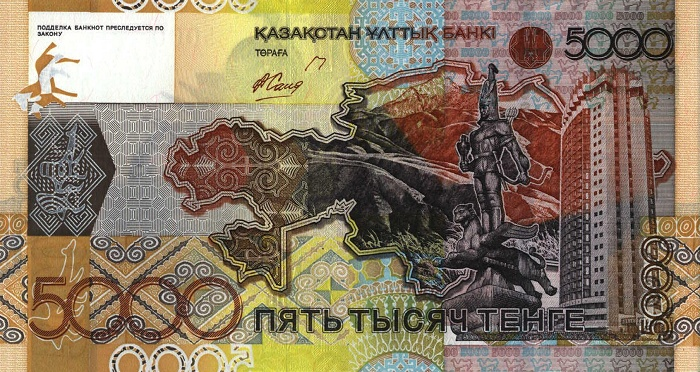
5000 tenges kazajos.

El hotel ofrece servicio de Internet por una tarifa.
También tienen una oficina de registro. Si tú eres un extranjero, debes registrar tu pasaporte a tu llegada en la República de Kazajistán. Si dejas tu pasaporte en la oficina de registro, puedes recogerlo después de 1 hora de registrado el pasaporte.
El hotel también cuenta con dos áreas de comida. Tienen 24 horas de bar y zona de cafetería que es también el servicio de habitaciones en el menú. Desde 0700 hasta 1100 que ofrecen un buffet libre kazajo arriba para los huéspedes del hotel.
Los recepcionistas hablan Inglés, ruso y kazajo, y algunos de ellos hablan en turco o alemán, también. Asimismo tienen en el mostrador de recepción una zona de cambio de moneda.